# 居氏山鱂
居氏山鱂為輻鰭魚綱鯉齒目鯉齒亞目鯉齒鱂科的其中一種，分布於南美洲的的喀喀湖流域，體長可達27公分，棲息在中底層水域，屬肉食性，以浮游動物為食，已滅絕。

## 擴展閱讀
維基物種上的相關：居氏山鱂